# 유나이티드 애로우즈

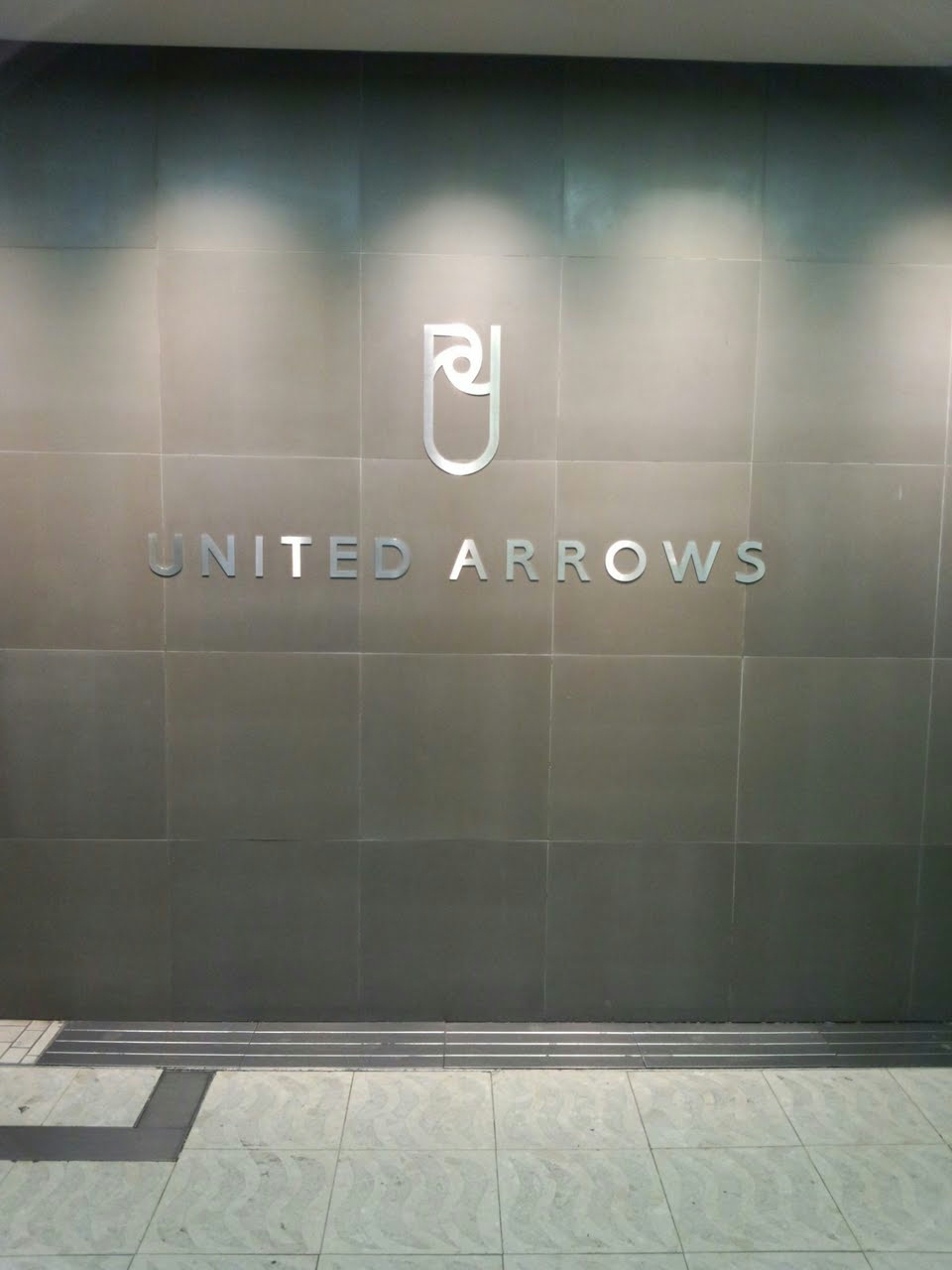
로고

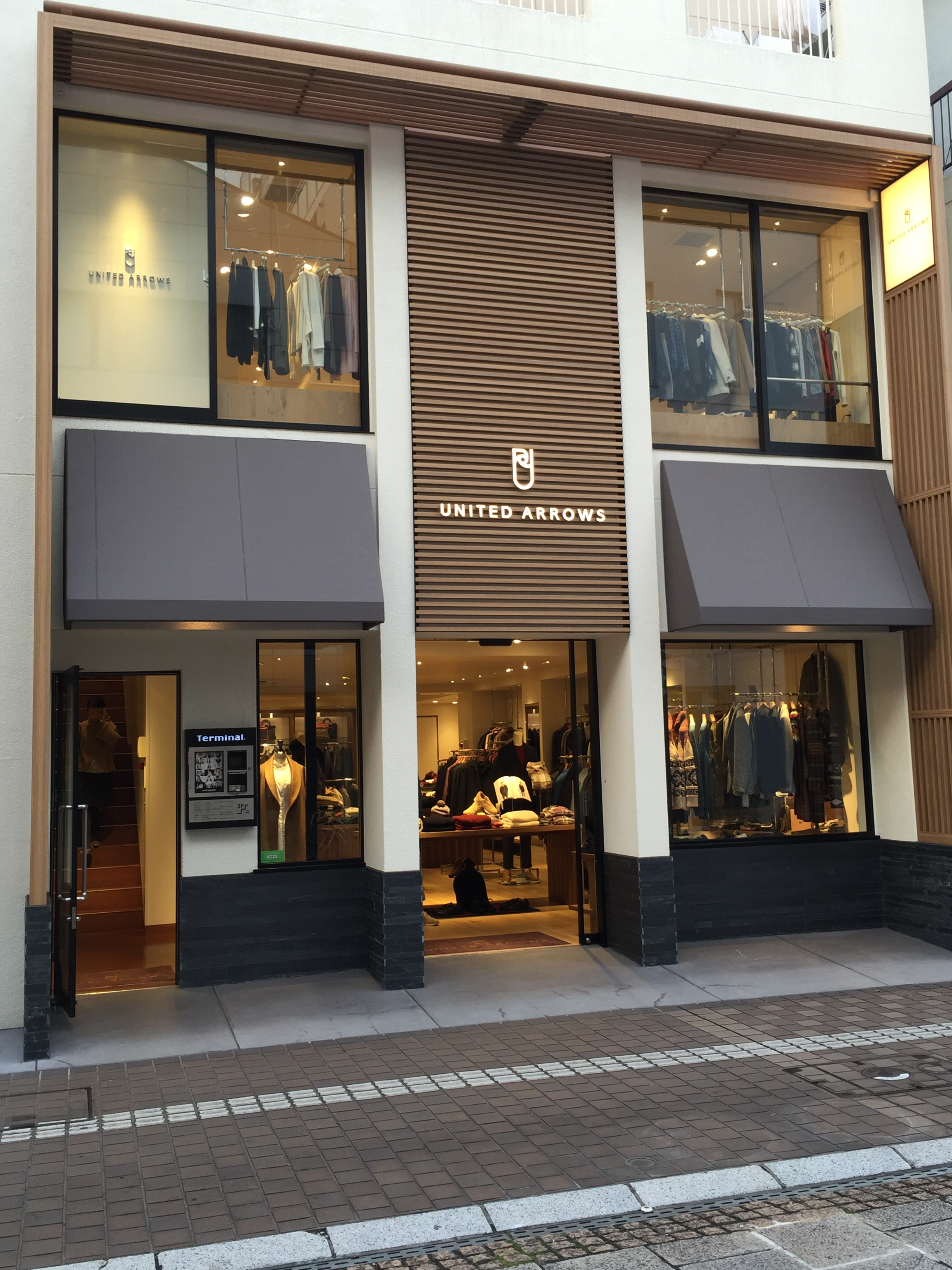
오이타시 매장

유나이티드 애로우즈(United Arrows)는 1989년 카모시타 야스토, 쿠리노 히로후미, 시게마츠 오사무가 설립한 일본 의류 브랜드이다. 하위 브랜드인 카모시타 유나이티드 애로우즈(Camoshita United Arrows)는 2007년에 설립되었다. 이 브랜드는 뉴발란스, 노스페이스, 닥터 마틴, 아디다스, HUF 등과 협력해왔다.

## 같이 보기
- 빌리어네어 보이즈 클럽 (기업)
- NIGO
- 수프림 (브랜드)
- A BATHING APE
- 버질 아블로
- OVO 사운드
- 크롬하츠